# Molotitxí
Molotitxí (en rus: Молотычи) és un poble de l'óblast de Kursk, a Rússia, que en el cens del 2010 tenia 442 habitants. Pertany al districte rural de Fatej.